# Gouvernement Kotcharian
Arménie
A. Sarkissian Darbinian
Le gouvernement Kotcharian est le gouvernement de l'Arménie du 20 mars 1997 au 8 avril 1998.

## Majorité et historique
Il s'agit du gouvernement formé par Robert Kotcharian.

## Composition
- Les nouveaux ministres sont indiqués en gras, ceux ayant changé d'attributions en italique.

| Poste                                                                                                   | Titulaire | Titulaire             | Parti |
| --- | --------- | --------------------- | ----- |
| Premier ministre                                                                                        |           | Robert Kotcharian     | Sans  |
| Ministre de l'Agriculture                                                                               |           | Vladimir Mvovissian   | Sans  |
| Ministre de la Culture, Jeunesse et des Sports                                                          |           | Armen Smbatian        | Sans  |
| Ministre de la Défense                                                                                  |           | Vazgen Sargsian       | HHK   |
| Ministre de l'Économie et des Finances                                                                  |           | Armen Darbinian       | Sans  |
| Ministre de l'Énergie                                                                                   |           | Gagik Martirosian     | Sans  |
| Ministre de la Protection de l'environnement                                                            |           | Sargis Chahazizian    | Sans  |
| Ministre des Affaires étrangères                                                                        |           | Alexander Arzoumanian | Sans  |
| Ministre de la Santé                                                                                    |           | Gagik Stambouldian    | Sans  |
| Ministre de l'Éducation et de la Science                                                                |           | Artach Petrosian      | Sans  |
| Ministre de l'Industrie                                                                                 |           | Achot Safarian        | Sans  |
| Ministre de la Justice                                                                                  |           | Marat Alexanian       | Sans  |
| Ministre de la Sécurité nationale                                                                       |           | Serge Sarkissian      | Sans  |
| Ministre du Travail, de la Sécurité sociale, et la Migration de population et des Affaires des réfugiés |           | Hranouch Hakobian     | Sans  |
| Ministre du Commerce, des Services et du Tourisme                                                       |           | Garnik Nanagoulian    | Sans  |
| Ministre des Transports                                                                                 |           | Henrik Kochinian      | Sans  |
| Ministre du Plan urbain                                                                                 |           | Felix Piroumian       | Sans  |